# Copula mundi

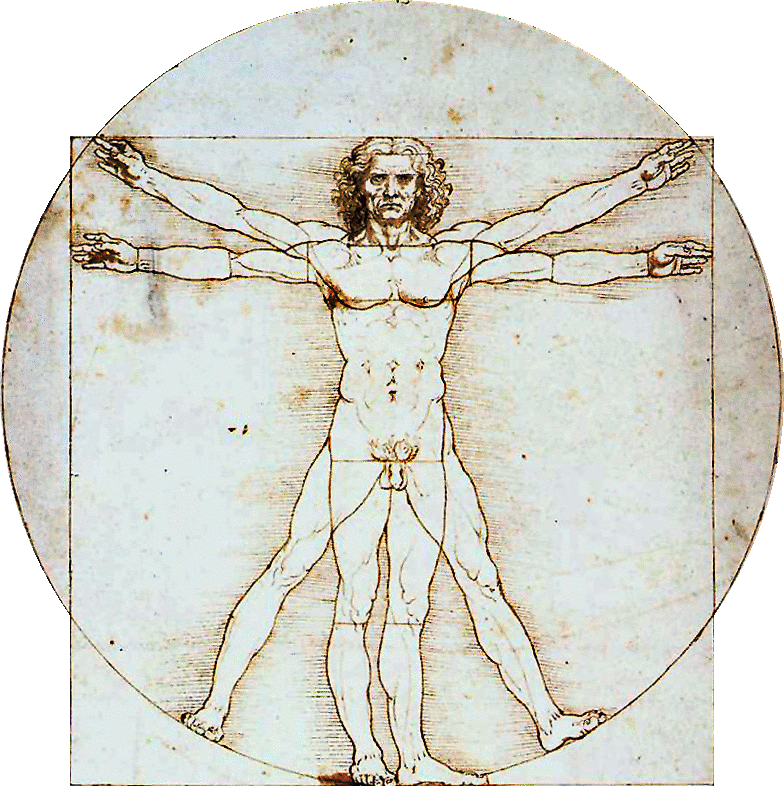
L'uomo vitruviano, simbolo umanistico dell'analogia tra il Cielo, rappresentato dal cerchio, e la Terra, rappresentata dal quadrato.

L'espressione latina copula mundi, che significa letteralmente «legame o unificazione del mondo», ricorre nella filosofia umanistica di Marsilio Ficino per indicare la peculiare caratteristica dell'anima umana di essere il centro dell'universo, la mediatrice tra Dio e il creato, tra spiritualità e corporeità.

## Significato
Delle cinque entità della gerarchia cosmica in cui Ficino struttura tutto l'esistente, infatti, l'essere umano costituisce la terza, quella mediana, che per la sua centralità rappresenta la sintesi degli opposti, la capacità di unificare il macrocosmo col microcosmo in virtù della loro simmetria.
Heac illa est quae seipsam inserit mortalibus, neque ht ipsa mortalis. [...] Imagines in se possidet divinorum, a quibus ipsa dependet, inferiorum rationes et exemplaria, quae quodammodo et ipsa producit. Et cum media omnium sit, vires possidet omnium. Si ita est, transit in omnia. Et quia ipsa vera est universorum connexio, dum in alia migrat, non deserit alia, sed migrat in singula ac semper cuncta conservat, ut merito dici possit centrum naturae, universorum medium, mundi series, vultus omnium nodusque et copula mundi.»

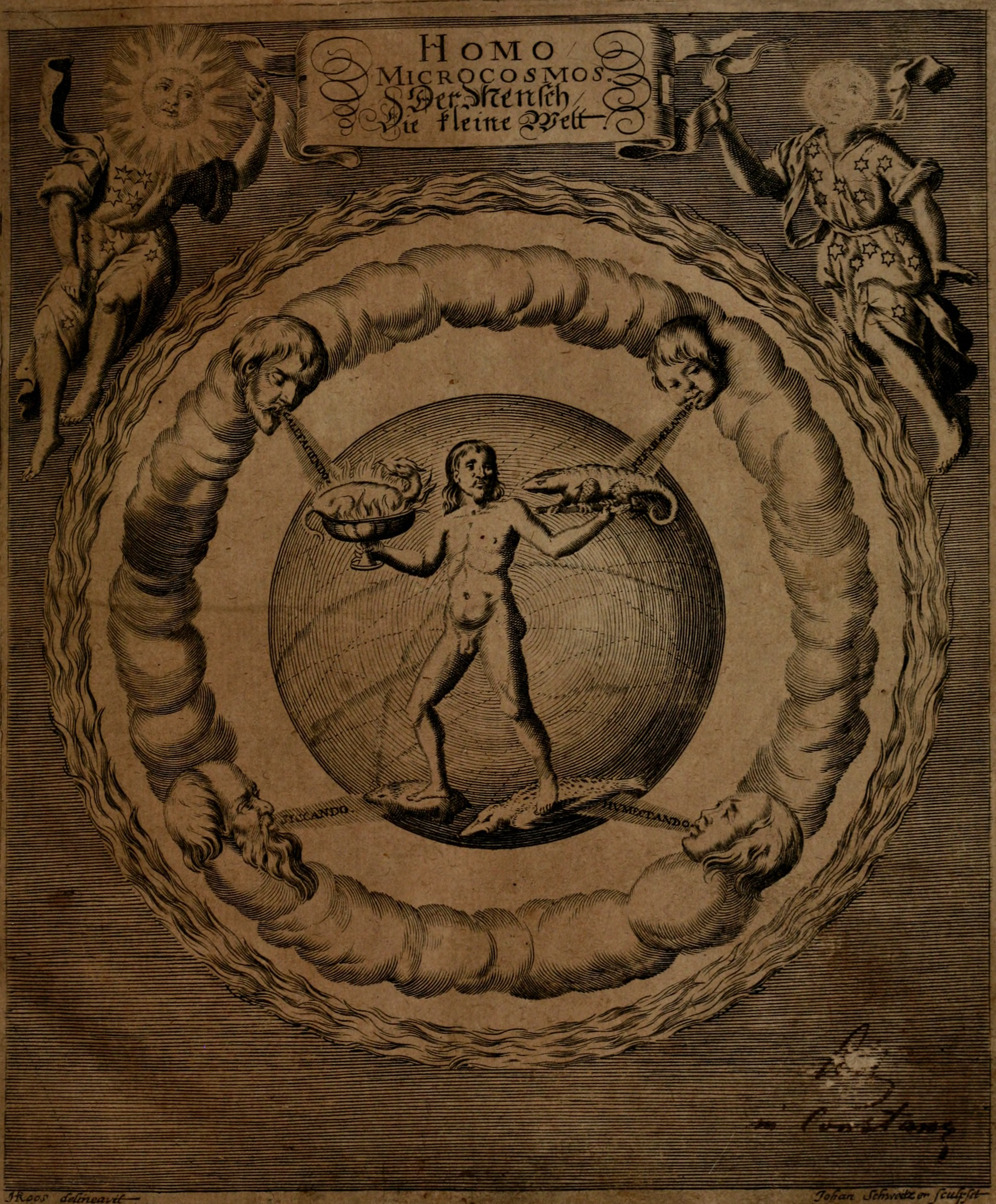
L'uomo come microcosmo posto al centro del macrocosmo (dal trattato Homo microcosmus pubblicato a Francoforte nel 1670)

È essa che s'inserisce fra le cose mortali senz'essere mortale. [...] Ha in sé l'immagine delle cose divine, dalle quali dipende, e le ragioni e gli esemplari delle cose inferiori, che in certo modo essa stessa produce. Facendosi l'intermediaria di tutte le cose, possiede le facoltà di tutte le cose. E se è così, essa trapassa in tutte. Ma poiché è la vera connessione di tutte, quando migra in una non lascia l'altra, ma migra dall'una all'altra e sempre le conserva tutte sicché giustamente si può chiamare il centro della natura, l'intermediaria di tutte le cose, la catena del mondo, il volto del tutto, il nodo e la copula del mondo.»
(Marsilio Ficino, Theologia platonica, III, 2:230-242 )
L'opera unificatrice dell'anima è resa possibile dall'amore, inteso come movimento circolare attraverso il quale Dio si disperde nel mondo a causa della sua bontà infinita, per produrre nuovamente negli uomini il desiderio di ricongiungersi a Lui. L'amore di cui parla Ficino è l'eros neoplatonico, che per Platone e il suo discepolo Plotino svolgeva appunto la funzione di tramite fra mondo sensibile e dimensione intelligibile, ma Ficino lo intende anche in un senso cristiano perché, a differenza di quello greco, l'amore per lui non è solo attributo dell'uomo ma pure di Dio.

### Riferimenti ermetici

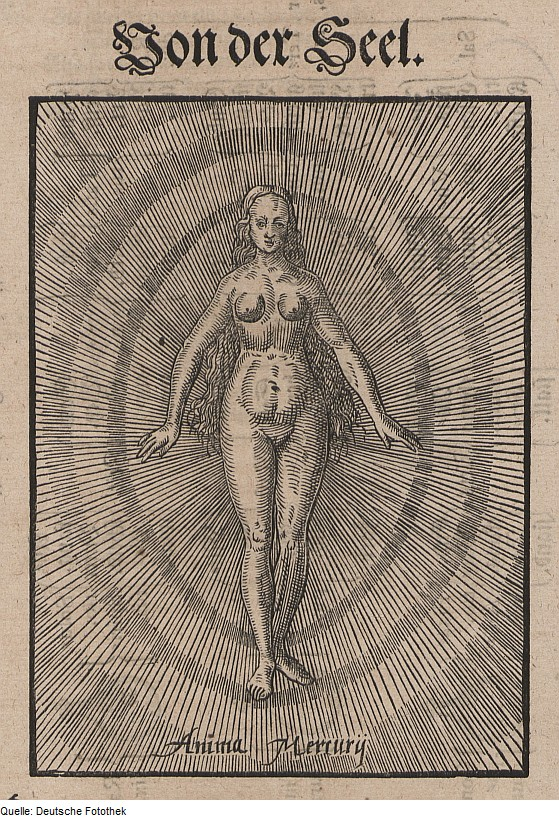
L'Anima Mercuriale, figura dal trattato alchemico Quinta essentia (1574)

Poiché l'anima, secondo Ficino, coglie le realtà superiori senza abbandonare le inferiori,, essa realizza quella corrispondenza già individuata da Ermete Trismegisto nella sua Tavola di Smeraldo, col celebre motto: «Ciò che sta in Basso è come ciò che sta in Alto, e ciò che sta in Alto è come ciò che sta in Basso, per creare il mistero della Realtà Unica».
Nell'espressione copula mundi è implicito pertanto un riferimento ermetico e cabbalistico anche all'alchimia, in particolare al Mercurio, ingrediente fondamentale delle trasmutazioni magiche, assimilato dagli alchimisti all'Anima, sia individuale che Cosmica, proprio per la sua funzione di collegamento tra principi contrapposti.
Per questa sua natura mercuriale di comunicazione fra realtà diverse, l'anima umana è libera di identificarsi con le une piuttosto che con le altre. Il concetto sarà ripreso da Pico della Mirandola con la metafora dell'«uomo camaleonte».